# Santa Maria Maddalena (Nápoly)
A Santa Maria Maddalena (Chiesa di Santa Maria Maddalena delle Convertite Spagnole) egy nápolyi templom. 1634-ben építették Monterey grófnője, Eleonora Gusman, nápolyi alkirálynő megbízásából. A templomhoz tartozó intézetet Isabella Alarcon y Mendoza, nemesasszony építtette a 17. század végén a katolikus hitre áttért fiatalok számára. Egyszerű homlokzatát dór oszlopok díszítik. Belsőjét Niccolo Russo, Luca Giordano tanítványának alkotásai díszítik.